# Steven Fletcher
Steven Kenneth Fletcher (* 26. März 1987 in Shrewsbury, England) ist ein schottischer Fußballspieler.

## Leben und Karriere

### Jugend
Fletcher ist der Sohn eines aus Liverpool stammenden Soldaten der British Army. Er verbrachte seine Kindheit oft auf Militärbasen in Deutschland und England, bis sein Vater an Krebs starb, als Fletcher gerade zehn Jahre alt war. Mit seiner Mutter zog er daraufhin nach Hamilton in Schottland, um näher bei der Verwandtschaft zu sein. Im Alter von 13 Jahren schloss er sich dem Jugendteam von Hibernian Edinburgh an, das von John Park trainiert wurde.

### Vereine
Zur Saison 2003/04 stieß Fletcher im Alter von 16 Jahren zur Profimannschaft von Hibernian. Sein Debüt in der Liga gab er beim 3:0-Sieg über FC Kilmarnock gegen Ende der Saison. Den Durchbruch in der ersten Mannschaft schaffte er in der folgenden Saison, als 26-mal spielte und fünf Tore erzielte. In der Saison 2005/06 brachte er es auf zehn Tore. Nachdem zur Saison 2006/07 die beiden Stürmer Derek Riordan und Garry O’Connor den Verein verlassen hatten, etablierte sich Fletcher endgültig in der Stammelf. Seinen persönlichen Höhepunkt der Saison erlebte er im Finale des schottischen Ligapokal, als er mit seinem Verein 5:1 den FC Kilmarnock besiegte und selbst zweimal traf. Im Spiel gegen den FC Gretna erzielte er am 13. Februar 2008 seinen ersten Hattrick. Im selben Jahr wurde er zum besten jungen Spieler des Jahres gewählt.
Am 3. Juni 2010 wechselte er zu den Wolverhampton Wanderers, bei denen er einen Vierjahresvertrag unterschrieb. In seinem ersten Spiel erzielte er gegen Stoke City sein erstes Tor. Nach zwei Saisons, 44 Ligaspielen, in denen er 22 Tore erzielt hatte, wechselte er im Sommer 2012 zum englischen Erstligisten AFC Sunderland. Dort unterschrieb er einen Vierjahresvertrag.
Am 1. Februar 2016 wurde Fletcher bis zum Saisonende an den französischen Erstligisten Olympique Marseille verliehen.
Seit 2023 steht er beim walisischen Verein AFC Wrexham unter Vertrag, mit dem er 2024 in die EFL League One und 2025 in die EFL Championship aufstieg.

### Nationalmannschaft
Fletcher nahm mit der U-19-Abteilung von Schottland an der U-19-Europameisterschaft 2006 in Polen teil, wo er das Finale erreichte. Am 17. März 2008 gab er sein Debüt für die A-Nationalmannschaft gegen Kroatien. Er gab die Vorlage für Kenny Millers 1:1, was auch der Endstand war. Zur Halbzeit wurde Fletcher ausgewechselt.

## Erfolge
- Scottish League Cup: 2006/07
- Bester junger Spieler des Jahres in Schottland: 2007/08